# Zonosaurus trilineatus
Zonosaurus trilineatus es una especie de lagarto del género Zonosaurus, familia Gerrhosauridae. Fue descrita científicamente por Angel en 1939.
Habita en Madagascar. Puede medir hasta 40 centímetros.

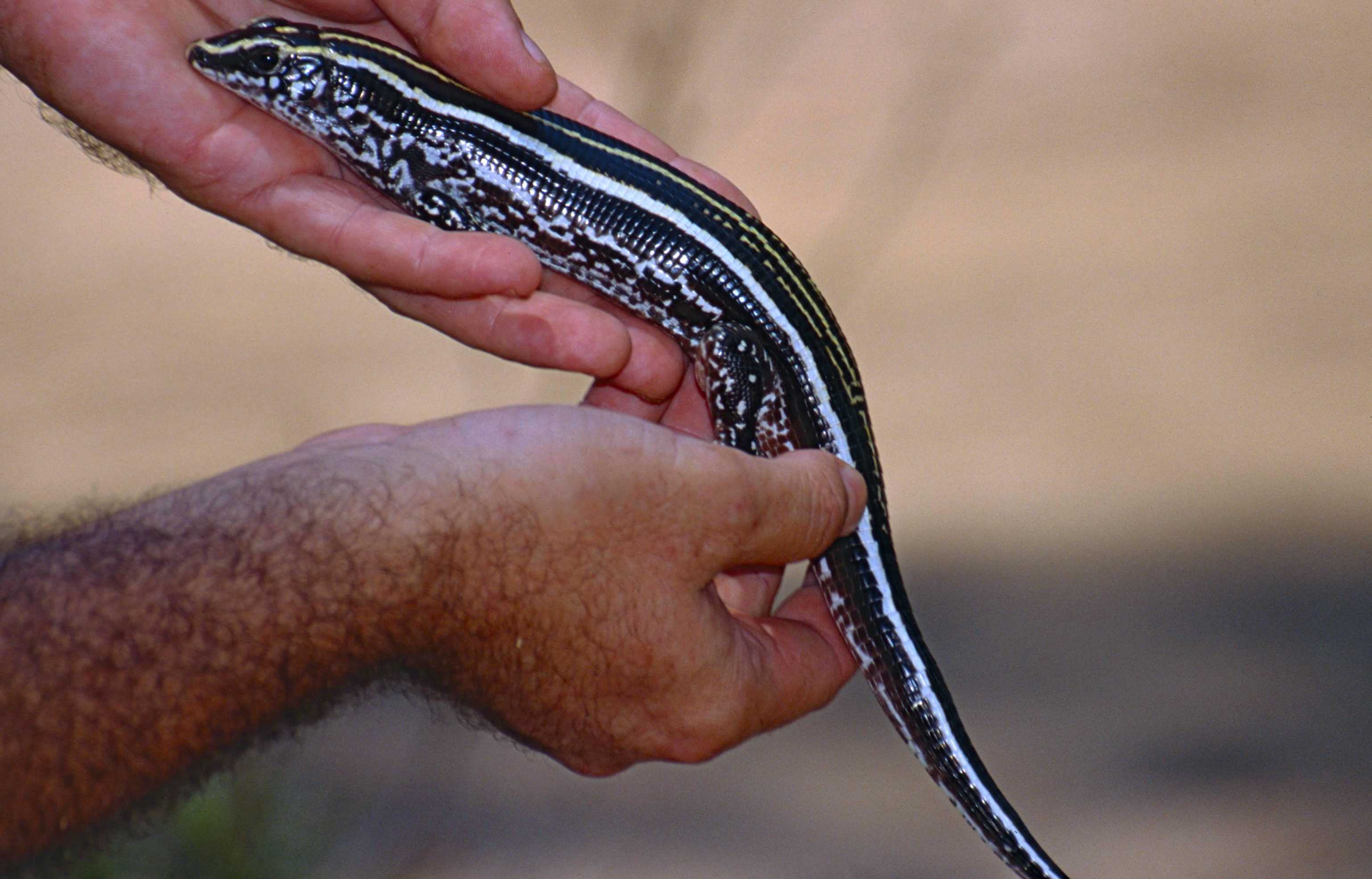
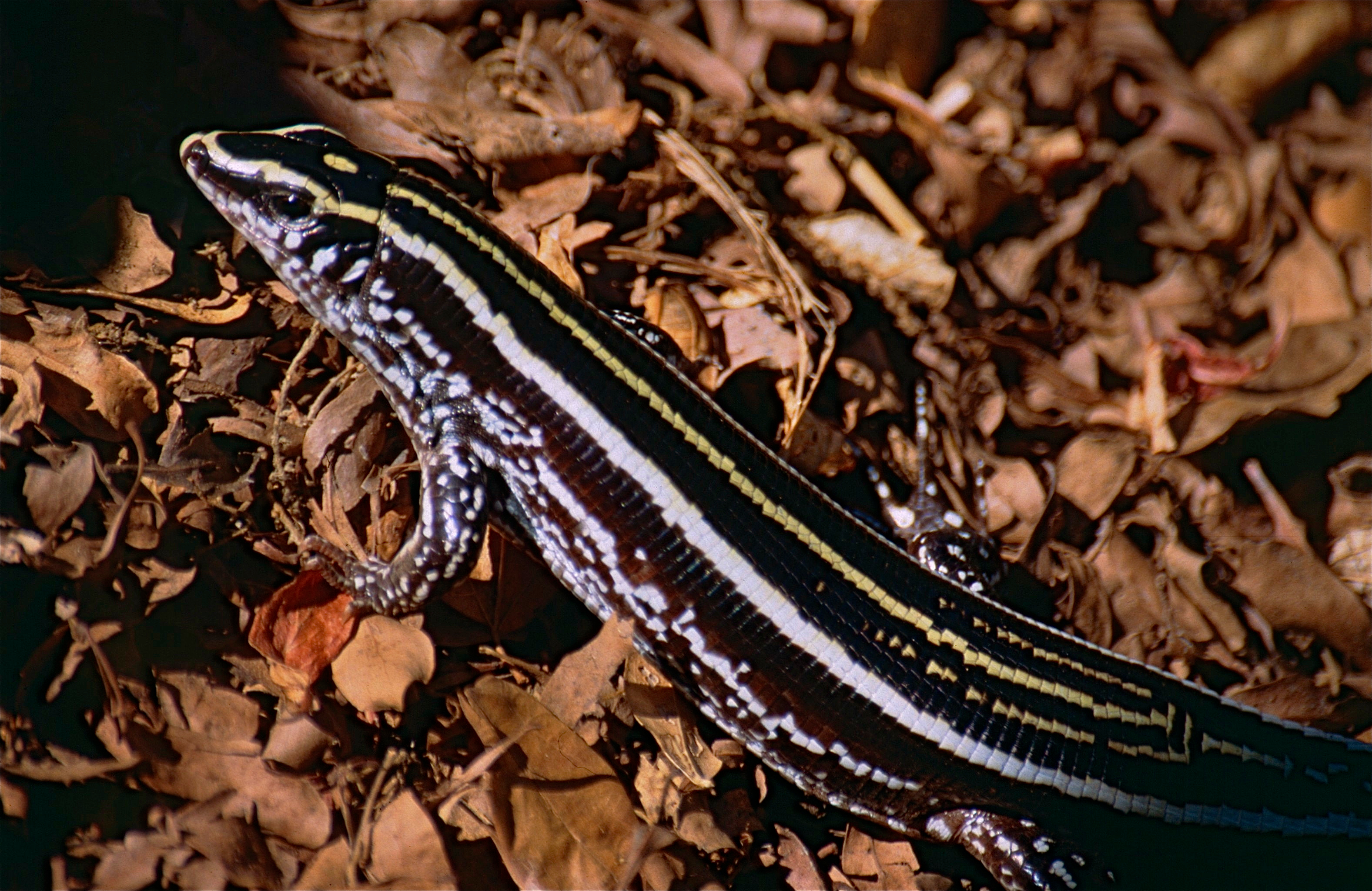
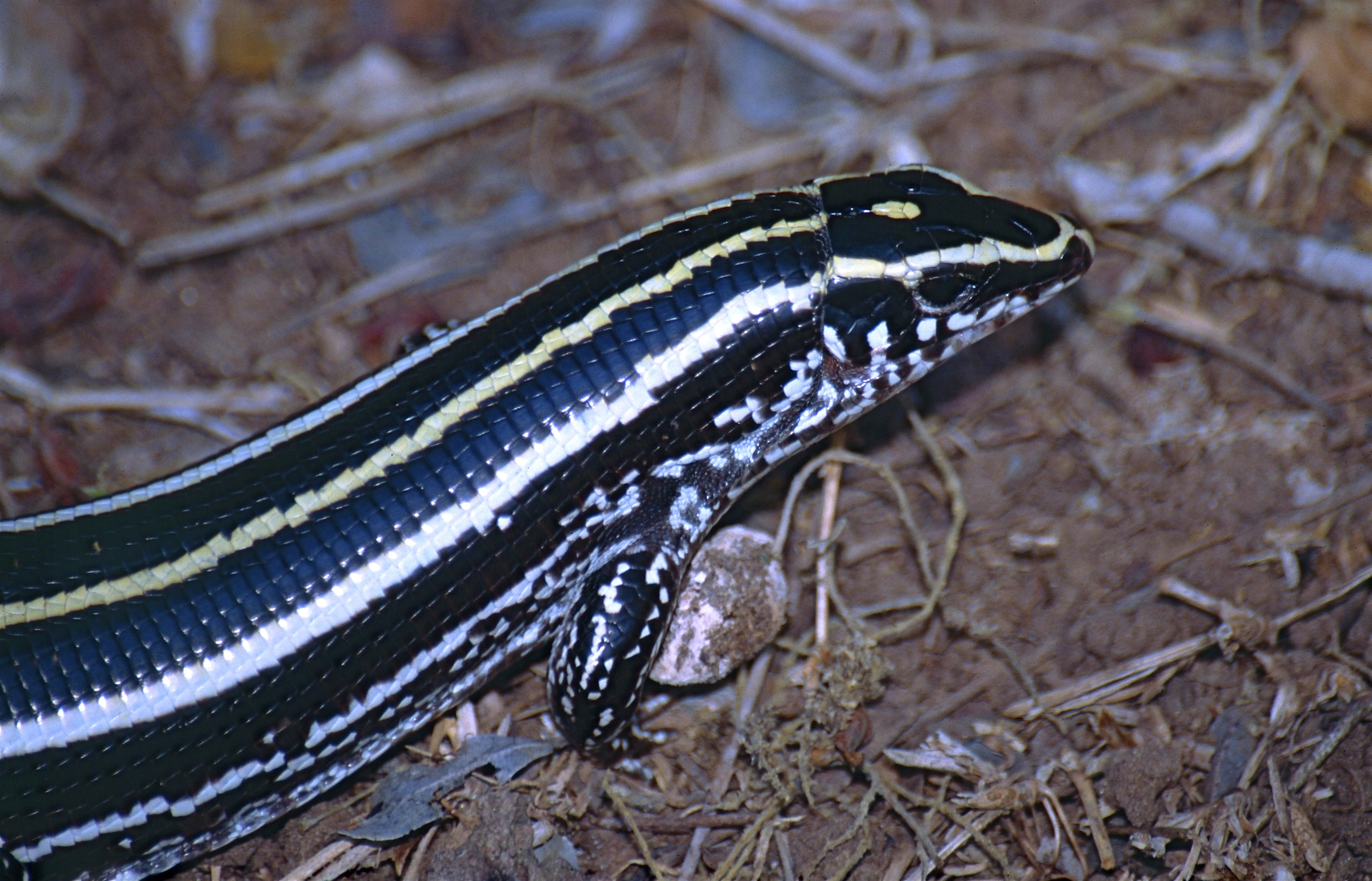